# De Twaalf Voeten
De Twaalf Voeten was een waterschap in de Nederlandse provincie Friesland dat een bestuursorgaan was van 1926 tot 1978. Het grondgebied lag in de gemeente Doniawerstal.
Doel van het waterschap was het regelen van de waterstand. Het waterschap werd per 1 maart 1978 opgeheven en ging het bij de eerste grote waterschapsconcentratie in die provincie op in het waterschap Tusken Mar en Klif. Na verdere fusies valt het gebied sinds 2004 onder Wetterskip Fryslân.